# Павловице (Олесненский повет)

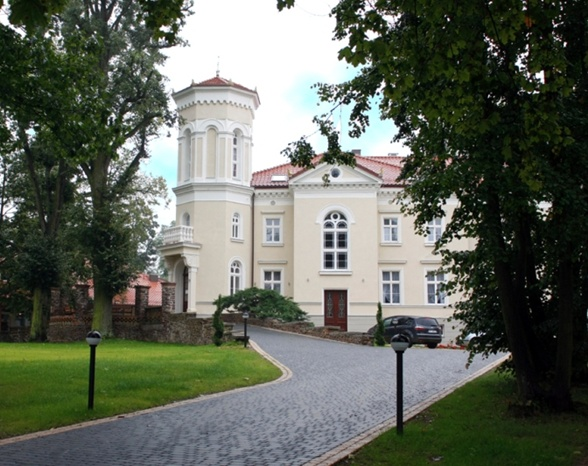
Дворец в селе Павловице

Павлови́це (пол. Pawłowice) — село в Польше в гмине Гожув-Слёнский Олесненского повета Опольского воеводства.

## География
Село находится в 5 км от административного центра гмины села Гожув-Слёнский, 15 км от города Олесно и 50 км от Ополе. Возле села находится железнодорожная станция Павловице-Гожовске.

## История
Первые упоминания о селе Павловице относятся к концу XIV веке. Сочинение «Liber fundationis episcopatus Vratislaviensis», издания 1305 года, упоминает о селе в латинизированной форме «Paulivilla».
До 1947 года село носило немецкое наименование Paulsdorf. 1 апреля 1939 года к Паулсдорфу были присоединены сёла Козельвиц и Ямм.
15 марта 1947 года село было переименовано в Павловице.
В 1975—1998 годах село входило в Ченстоховское воеводство.

## Достопримечательности
- Часовня Непорочного Зачатия Пресвятой Девы Марии, построенная в 1780 году;
- Часовня Святейшего Сердца Иисуса;
- Дворец, построенный в 1863 году;
- Трёхсотлетний дуб – памятник природы.